# Nasz cudowny samochodzik
Nasz cudowny samochodzik (ang. Chitty Chitty Bang Bang) – amerykańsko-brytyjski film familijny wyprodukowany w 1968 roku. Zrealizowany na podstawie powieści Bang Bang! Wystrzałowy samochód Iana Fleminga.

## Opis fabuły
Ekscentryczny profesor Caractacus Potts (Dick Van Dyke) to wynalazca wielu dziwnych rzeczy. Kiedy udaje mu się wynaleźć latający samochód, jego odkryciem zaczyna interesować się rząd wrogiego państwa.

## Obsada
- Dick Van Dyke – Caractacus Potts
- Sally Ann Howes – Truly Scrumptious
- Adrian Hall – Jeremy Potts
- Heather Ripley – Jemima Potts
- Gert Fröbe – baron Bomburst
- Anna Quayle – baronowa Bomburst
- Lionel Jeffries – dziadek „Bungy” Potts
- Robert Helpmann – Dzieciołap
- Benny Hill – twórca zabawek
- Michael Audreson – Peter
- Barbara Windsor – Blonde
- Desmond Llewelyn – Coggins

## Wersja polska
- Wersja polska: Sun Studio Polska
- Tekst: Agata Dyduszko-Zyglewska
- Czytał: Marcin Styczeń